# Kanadische Badmintonmeisterschaft 1992
Die Kanadische Badmintonmeisterschaft 1992 fand vom 29. April bis zum 1. Mai 1992 in Vancouver statt.

## Austragungsort
- Vancouver Lawn Tennis and Badminton Club

## Medaillengewinner
| Disziplin    | Gold                        | Silber                    | Bronze                            |
| ------------ | --------------------------- | ------------------------- | --------------------------------- |
| Herreneinzel | Jaimie Dawson               | Iain Sydie                | Wen Wang                          |
| Herreneinzel | Jaimie Dawson               | Iain Sydie                | David Humble                      |
| Dameneinzel  | Doris Piché                 | Denyse Julien             | Si-an Deng                        |
| Dameneinzel  | Doris Piché                 | Denyse Julien             | Heather Ostrom                    |
| Herrendoppel | Bryan Blanshard Mike Bitten | Iain Sydie Andrew Muir    | Fred D’Amours Marco Desjardins    |
| Herrendoppel | Bryan Blanshard Mike Bitten | Iain Sydie Andrew Muir    | Anil Kaul David Humble            |
| Damendoppel  | Doris Piché Denyse Julien   | Si-an Deng Heather Ostrom | Claude Lachance Caroline Thorn    |
| Damendoppel  | Doris Piché Denyse Julien   | Si-an Deng Heather Ostrom | Milaine Cloutier Robbyn Hermitage |
| Mixed        | Anil Kaul Si-an Deng        | Ken Poole Heather Ostrom  | Marco Desjardins Karyn Kadonaga   |
| Mixed        | Anil Kaul Si-an Deng        | Ken Poole Heather Ostrom  | Andrew Muir Doris Piché           |